# Dipcadi panousei
Dipcadi panousei là một loài thực vật có hoa trong họ Măng tây. Loài này được Sauvage & Veilex mô tả khoa học đầu tiên năm 1962.